# 洞院公守
洞院 公守（とういん きんもり）は、鎌倉時代中期から後期にかけての公卿。左大臣・洞院実雄の子。官位は従一位・太政大臣。亀山天皇・後深草天皇・伏見天皇の外叔父にあたる。

## 経歴
建長5年（1253年）従五位下に叙位。翌建長6年（1254年）従五位上に昇叙。建長7年（1255年）侍従に任じられる。正嘉元年（1257年）正五位下に進む。
正嘉2年12月（1259年1月）右近衛少将に任じられる。翌年従四位上に進み、正元2年（1260年）右近衛中将、文応2年（1261年）正四位下・讃岐介に叙任。中宮権亮を兼ねて姉の佶子に仕える。同年8月に佶子が亀山天皇の皇后となると皇后宮権亮に任じられた。左近衛中将を経て、文永3年（1266年）能登権介を兼ねる。文永4年（1267年）に従三位に昇叙して公卿に列した。
文永7年（1270年）に正三位・権中納言となる。文永8年（1271年）には異国（蒙古と高麗）の降伏を祷るために伊勢に遣わされている。皇后宮権大夫を経て、文永9年（1272年）従二位、建治4年（1278年）正二位に昇叙し、弘安6年（1283年）権大納言に任じられる。正応3年（1290年）左近衛大将に任じられ、内大臣となるが、正応4年（1291年）に両職を辞した。永仁4年（1296年）には従一位に至る。
正安元年（1299年）太政大臣となるが、同年のうちに辞する。嘉元3年（1305年）素懐により出家した。法名は素元（そげん）。
文保元年（1317年）7月10日、薨去。享年69。山本相国（やまもと しょうごく）と呼ばれ、十三代集などには山本入道前太政大臣（やまもと にゅうどう さきの だじょうだいじん）の名で歌が収録されている。また正親町（おおぎまち）を号し、次男の実明が分家して正親町家を興している。

## 官途
以下日付はいずれも旧暦による。
- 建長5年（1253年）- 1月5日 叙従五位下
- 建長6年（1254年）- 4月7日 昇叙従五位上
- 建長7年（1255年）- 2月13日 任侍従
- 正嘉元年（1257年）- 3月29日 昇叙正五位下（父実雄卿建長七年亀山殿造宮賞譲）
- 正嘉2年（1258年）- 12月14日 任右近衛少将
- 正嘉3年（1259年）- 3月8日 昇叙従四位下（朝覲行幸 大宮院御給）、改元して正元元年11月21日 昇叙従四位上（御即位 東宮御給）
- 正元2年（1260年）- 3月29日 転任右近衛中将
- 文応2年/弘長元年（1261年）- 1月5日 昇叙正四位下、兼讃岐介（院御給）、1月8日 兼中宮権亮、2月7日 聴禁色、改元して弘長元年8月20日 兼皇后宮権亮
- 文永2年（1265年）- 9月4日 転任左近衛中将
- 文永3年（1266年）- 2月1日 兼能登権介
- 文永4年（1267年）- 2月1日 昇叙従三位、左近衛中将如元
- 文永7年（1270年）- 1月21日 任権中納言、3月11日 聴帯剣、9月4日 昇叙正三位
- 文永8年（1271年）- 3月8日 兼皇后宮権大夫
- 文永9年（1272年）- 1月5日 昇叙従二位（院当年御給）、8月9日 止皇后宮権大夫
- 文永10年（1273年）- 8月16日 服解（父）、11月21日 復任
- 建治4年（1278年）- 1月6日 昇叙正二位（新院当年御給）
- 弘安6年（1283年）- 3月28日 任権大納言
- 正応元年（1288年）- 10月27日 任大臣節会内弁
- 正応3年（1290年）- 7月21日 任左近衛大将、12月25日 任内大臣
- 正応4年（1291年）- ?月?日 辞左近衛大将、7月2日 上表（辞内大臣）
- 正応5年（1292年）10月?日 服解（母）
- 永仁4年（1296年）- 1月5日 昇叙従一位
- 永仁7年（1299年）- 6月2日 任太政大臣、10月13日 上表（辞太政大臣）
- 嘉元3年（1305年）- 6月4日 出家
- 文保元年（1317年）- 7月10日 薨去、享年69

## 系譜
- 父：洞院実雄
- 母：藤原栄子 - 法印公審女
- 室：従三位持子 - 権大納言清水谷実持女、のち離別
- 室：内蔵頭平親継女（?-1315） 
  - 長男：洞院実泰（1270-1327）
- 妻：高階氏（法眼泰勝女） 
  - 次男：正親町実明（1274-1351）- 正親町家祖
- 生母不明の子女
  - 男子：賢助（1280-1333）
  - 男子：桓守（1284-?）
  - 男子：良守
  - 男子：成助
  - 男子：公厳（?-?）
  - 男子：覚深（1303-1345）
  - 男子：成澄
  - 男子：済助
  - 女子：三条実重室 - のち離別
  - 女子：（出家）
- 養子
  - 女子：正親町守子 - 正親町実明の長女
- 猶子
  - 女子：正親町実子 - 正親町実明の娘